# Owen Hart
Owen James Hart (7. maj 1965 – 23. maj 1999) var en canadisk wrestler, der blev verdenskendt for sit arbejde i World Wrestling Federation. Hart blev født i Alberta, Canada og var den yngste af 12 børn af wrestlingpromotoren Stu Hart og Helen Hart. Han var også Bret Harts lillebror. I sin karriere i World Wrestling Federation vandt han WWF Intercontinental Championship to gange, WWF European Championship og WWF World Tag Team Championship fire gange. Derudover vandt han også WWF's King of the Ring-turnering i 1994. 
Owen Hart døde 23. maj 1999, da han skulle gøre entré fra loftet af en arena til wrestlingringen under et show(Over the Edge 1999) i WWF i Kansas City, Missouri. Udstyret gik i stykker, og han faldt ned og slog hovedet ned i ringhjørnet og brækkede halsen. Owen Hart blev kun 34 år. 